# Howard Higgin
Howard Higgin (* 15. Februar 1891 in Denver, Colorado; † 16. Dezember 1938 in Los Angeles, Kalifornien) war ein US-amerikanischer Filmregisseur und Drehbuchautor.

## Leben und Karriere
Von 1919 bis 1921 war Howard Higgin als Produktionsassistent bei mehreren Filmen von Regisseur Cecil B. DeMille beschäftigt, darunter beispielsweise Zustände wie im Paradies (1919) und Irrwege einer Ehe (1920) mit Gloria Swanson. Danach wandte sich Higgin selbst der Regiearbeit zu. Sein erster Film war die Komödie Rent Free mit Wallace Reid aus dem Jahr 1922. Mitte der 1920er-Jahre arbeitete er erneut mit DeMille zusammen, als er für dessen kurzlebiges Filmstudio PDC Film Corporation mehrere Produktionen inszenierte. Insgesamt führte Higgin bei 21 Filmen bis zum Jahr 1937 Regie, wobei er bei vielen von diesen gleichzeitig auch Drehbuchautor war. Auch bei Filmen, bei denen er nicht Regie führte, schrieb Higgin am Drehbuch mit oder lieferte die Geschichte: Beispiele hierfür sind etwa Clarence Browns Melodram Smouldering Fires (1925) oder der Horrorfilm Tödliche Strahlen (1936) mit Boris Karloff.
Die Regiekarriere von Higgin erlebte Ende der 1920er-Jahre ihren Höhepunkt, als mehrere seiner Filme wie Wolkenkratzer oder The Leatherneck für Oscars nominiert waren. Er verschaffte während dieser Zeit auch einigen späteren Stars Aufmerksamkeit: Carole Lombard hatte unter seiner Regie ein paar karrierefördernde Auftritte und Clark Gable kam 1931 in Higgins Film The Painted Desert zu seiner ersten großen Filmrolle. In den Jahren vor seinem Tod musste er sich allerdings damit begnügen, bei schnell produzierten B-Movies Regie zu führen oder an Drehbüchern mitzschreiben. Er starb 1938 im Alter von nur 47 Jahren in Los Angeles.

## Filmografie (Auswahl)
- 1922: Rent Free
- 1924: Vertauschte Frauen (Changing Husbands, nur Drehbuch)
- 1925: Smouldering Fires (nur Drehbuch)
- 1926: Abenteuer in New York (The Wilderness Woman)
- 1928: Power
- 1928: Wolkenkratzer (Skyscraper)
- 1929: Sal of Singapore (auch Drehbuch)
- 1929: High Voltage
- 1929: The Leatherneck
- 1929: The Racketeer
- 1930: Ein Mann für sie (Her Man)
- 1931: Feindschaft (The Painted Desert; auch Drehbuch)
- 1932: Hell’s House
- 1932: The Final Edition
- 1934: The Line-Up
- 1936: Tödliche Strahlen (The Invisible Ray; nur Storyvorlage)
- 1937: Battle of Greed